# Лаймерсхайм

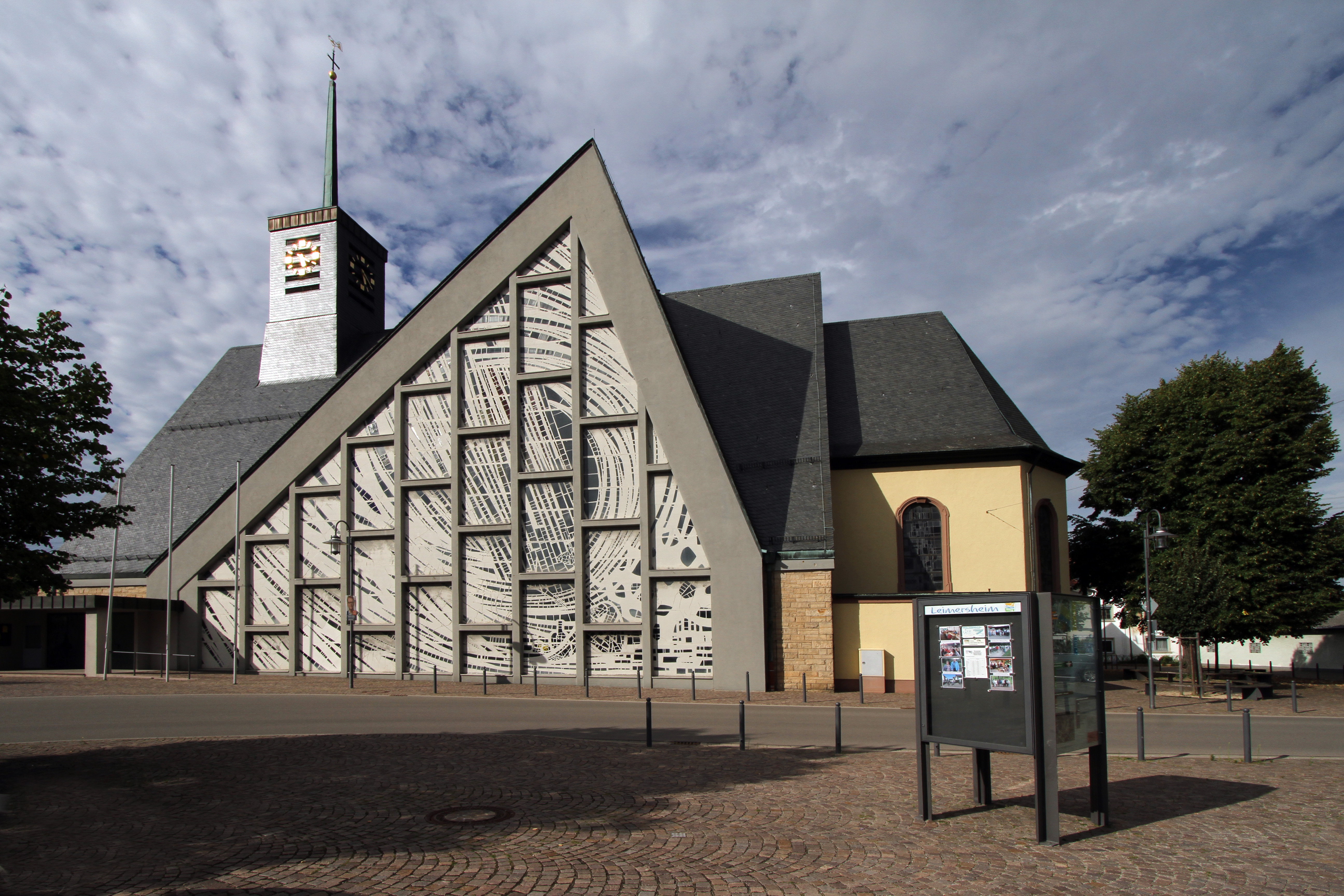

Лаймерсхайм (нем. Leimersheim) — коммуна в Германии, в земле Рейнланд-Пфальц. 
Входит в состав района Гермерсхайм. Подчиняется управлению Рюльцхайм.  Население составляет 2566 человек (на 31 декабря 2010 года). Занимает площадь 12,97 км².